# Николай Райнов
Николай Иванов Ра̀йнов е виден български писател и художник. Академик на БАН от 1945 г.

## Биография
Николай Райнов е роден в търновското село Кесарево на 1 януари 1889 година в семейството на македонския българин, деец за национално освобождение Иван Райнов. Брат е на художника Стоян Райнов, професор по керамика, и баща на видния скулптор Боян Райнов, както и на писателя Богомил Райнов.
Завършва Духовната семинария в София (1908). Започва да следва философия в Софийския университет (1911).
В 1912 година при избухването на Балканската война, още студент Райнов се записва доброволец в Македоно-одринското опълчение и служи в I рота на Десета прилепска дружина.
Участва в Първата световна война като военен кореспондент към Девета плевенска пехотна дивизия на Дойранския участък от отбранителната линия на Южния фронт.
Завършва Държавното художествено-индустриално училище в София (1919).
Пише поезия, белетристика, културологични произведения в областта на историята на изобразителното изкуство, фолклора, етнографията; сътрудничи на периодичния печат; проучва много паметници на културата; публикува редица статии за изкуството и литературата.
Главен редактор на списанията „Зеница“ и „Орфей“, вестниците „Камбанар“ и „Анхира“. Първата му книга „Богомилски легенди“ (1912) е публикувана с псевдонима Аноним. Няколко месеца по-късно Антон Страшимиров публикува голяма рецензия за книгата в две последователни книжки на списание „Наш живот“ (кн. 9 – 10), наричайки автора „творчески талант с облик, какъвто досега не сме имали“, а дебюта му – „събитие“.
В периода 1918 – 1919 г. сътрудничи на Гео Милев, като пише редица статии за неговото списание „Везни“. Същата година издава няколко книги: „Видения из древна България“, „Книга за царете“, „Очите на Арабия“, „Слънчеви приказки“, „Между пустинята и живота“, поемата „Градът“. Прави второ издание на „Богомилски легенди“, разширено издание на „Книга на загадките“, превежда „Тъй рече Заратустра“ на Фридрих Ницше. През 1919 г. се отправя на голямо пътешествие в Египет, Сирия, Палестина, Мала Азия.
През периода 1922 – 1927 г. работи като главен библиотекар в Народната библиотека в Пловдив. Командирован е за 2 години в Париж, за да се запознае с паметниците на културата във френската столица. Когато се завръща, приема преподавателско място в Художествената академия в София, където е професор по история на изкуството от 1927 до 1950 г.
Написал е и книгата „Светите братя“. През 1930 г. основава Българската асоциация „Рьорих“.
Заради романа му „Между пустинята и живота“, посветен на живота на Исус Христос, е отлъчен от Православната църква. През 1924 г. става главен редактор на новото списание „Орфей“, чиято задача е да популяризира теософските идеи, а в края на 20-те години на ХХ век той създава теософската ложа „Орфей“. Списанието излиза само две години.
Автор е и на 30 сборника с приказки от цял свят (1930 – 1934); 9 тома „Вечното в нашата литература“ (1941); „История на пластичните изкуства“ – 12 тома.
Ето какво казва с „Две думи за себе си“ Николай Райнов в „Жътва“, литературно-художествен сборник от 1919 г.:
| „ | Учих философия, а свърших декоративно и графично изкуство; решил бях да стана монах, а се ожених; обичах хората, а те ме намразиха; мои врагове са ония, на които съм правил само добро; тридесетгодишен съм, а изглеждам старец; смятах, че мое призвание е четенето, а се принудих да пиша. Най-голяма благодарност дължа на семинарията, дето ме научиха да мисля, да мълча, да почитам, да съзерцавам и да търся нещо по-горно от човека… Много неволя и бедност изпитах, за което се радвам: наченах от това да диря опора сам в себе си и се не предадох никому. Ходих много низ нашенско, по цяла България, за да изуча езика, срам ме беше, че не си знам езика, а ми трябва да си служа с чужди думи. Ходих и по Изток, от дето пазя пожълтяла тетрадка спомени, които може някога да издам. Търсих следите на загубени духовни движения, срещнах скъпи хора, за които не смея да говоря, видях неща, за които няма и перо. Живях всякак. Много неща учих. Много науки ми трябваха. Износвах ли си впечатленията, давах ги на другите: тъй се появиха една по една книгите ми. В много от тях има изповед: който знае да ги чете, ще ме види какъв съм и какъв съм бил. | “ |

В продължение на две години изследва всички копривщенски надгробни плочи и надписи, върху която тема публикува изчерпателна монография. Прави обстойни проучвания върху българската дърворезба и древната българска история.
От 1944 г. е член на Българска комунистическа партия (БКП).
Скоро след Деветосептемврийския преврат участва в реорганизацията и прочистването от „фашистки“ елементи на Съюза на дружествата на художниците в България, разформироването на дружествата и обявяването на нов Съюз на художниците в България, на който става председател (до 10 декември1944 г.). В доклад той заявява, че управата в съответствие с изискванията на Народния съд за наказание на всички престъпници трябва да обяви „пред цялата общественост делата и имената на ония, които малко или много са били агенти на фашизма“. Много творци са задържани и убити още преди началото на съдебните процеси.
Участва и в изхвърлянето на старите членове на Съюза на българските писатели, заменянето им с нови и превръщането на Съюза в репресивен апарат на новата власт. Константин Константинов описва държането му така:
| „ | „Това, което говори тогава Николай Райнов, бе реч на фанатизиран озлобен комунист срещу писателите от „фашисткия лагер”. Райнов говореше яростно, със своя глух, но твърд глас, с очи повече притворени, които не гледаха никого – и казваше страшни неща: той искаше едва ли не смъртта на всички, които не мислеха като него. Аз бях смаян: не знаех до оня миг, че той е бил комунист, и – което е поразяващо, – че е толкова кръвожаден. Не видях обаче, за чест на всички останали, някой да се присъедини към него, или да го аплодира“. | “ |

Николай Райнов е свидетел на процеса срещу интелектуалците, проведен от Шести върховен състав на т. нар. Народен съд. Не казва нищо добро за нито един от подсъдимите. Отрича поетичния талант на известния детски писател Йордан Стубел, обвинява Фани Попова-Мутафова, че е превърнала негови разкази в романи, нарича я „бездарна писателка“, лишена „от всякакъв художествен талант“; за подсъдимите карикатуристи заявява, че не са никакви художници и че карикатурата не е изкуство. Твърди, че „Александър Божинов не е художник, липсва му художествен усет“, „той нападна съвсем безоснователно моя брат Стоян Райнов като художник керамик“, а „Йордан Бадев изигра една съвършено отрицателна роля“. За времето преди 9 септември 1944 г. заявява, че „такъв тормоз над мисълта не е имало никъде. През 1943 беше отменен и моят юбилей, нещо, което не става в историята на никоя страна“, заради романа му „Между пустинята и живота“. В статия, подписана с името на Николай Райнов, се твърди, че обвиняемите, особено Чавдар Мутафов и жена му Фани, са сътрудничили на германската пропаганда; когато защитата на подсъдимите пожелава да се разнищи казуса, той гузно мълчи и след третото запитване отговаря: „Не съм писал тази статия, синът ми (Богомил) я е писал и е използвал името ми.“ По-късно различия със сина му водят до разрив между тях.
Член на Съюза на българските писатели (СБП). Член и председател на Съюза на българските художници (СБХ). Избран е за академик на БАН (1945), дописен член на Българския археологически институт. Съосновател и първи директор на Института за литература на БАН (1948 – 1949).
Удостоен е със заванието Заслужил деятел на изкуството (1952).
Умира на 2 май 1954 г. в София.

## Памет
На Николай Райнов е наречена улица в квартал „Орландовци“ в София (Карта).

## Родословие
|  |  |  |  |  |  |                              |                              |                              |                              |                              |                              |                              |                              | Иван Райнов (1860 – 1944)    |                              |                           |                           |                            |                            |                            |                            |                            |                            |  |  |  |  |  |  |  |  |  |  |  |  |  |  |  |  |  |  |  |  |  |  |  |  |
|  |  |  |  |  |  |                              |                              |                              |                              |                              |                              |                              |                              |                              |                              |                           |                           |                            |                            |                            |                            |                            |                            |  |  |  |  |  |  |  |  |  |  |  |  |  |  |  |  |  |  |  |  |  |  |  |  |
|  |  |  |  |  |  |                              |                              |                              |                              |                              |                              |                              |                              |                              |                              |                           |                           |                            |                            |                            |                            |                            |                            |  |  |  |  |  |  |  |  |  |  |  |  |  |  |  |  |  |  |  |  |  |  |  |  |
|  |  |  |  |  |  |                              |                              |                              |                              | Николай Райнов (1889 – 1954) | Николай Райнов (1889 – 1954) | Николай Райнов (1889 – 1954) | Николай Райнов (1889 – 1954) | Николай Райнов (1889 – 1954) | Николай Райнов (1889 – 1954) |                           |                           | Стоян Райнов (1894 – 1978) | Стоян Райнов (1894 – 1978) | Стоян Райнов (1894 – 1978) | Стоян Райнов (1894 – 1978) | Стоян Райнов (1894 – 1978) | Стоян Райнов (1894 – 1978) |  |  |  |  |  |  |  |  |  |  |  |  |  |  |  |  |  |  |  |  |  |  |  |  |
|  |  |  |  |  |  |                              |                              |                              |                              | Николай Райнов (1889 – 1954) | Николай Райнов (1889 – 1954) | Николай Райнов (1889 – 1954) | Николай Райнов (1889 – 1954) | Николай Райнов (1889 – 1954) | Николай Райнов (1889 – 1954) |                           |                           | Стоян Райнов (1894 – 1978) | Стоян Райнов (1894 – 1978) | Стоян Райнов (1894 – 1978) | Стоян Райнов (1894 – 1978) | Стоян Райнов (1894 – 1978) | Стоян Райнов (1894 – 1978) |  |  |  |  |  |  |  |  |  |  |  |  |  |  |  |  |  |  |  |  |  |  |  |  |
|  |  |  |  |  |  |                              |                              |                              |                              |                              |                              |                              |                              |                              |                              |                           |                           |                            |                            |                            |                            |                            |                            |  |  |  |  |  |  |  |  |  |  |  |  |  |  |  |  |  |  |  |  |  |  |  |  |
|  |  |  |  |  |  | Богомил Райнов (1919 – 2007) | Богомил Райнов (1919 – 2007) | Богомил Райнов (1919 – 2007) | Богомил Райнов (1919 – 2007) | Богомил Райнов (1919 – 2007) | Богомил Райнов (1919 – 2007) |                              |                              | Боян Райнов (1921 – 2005)    | Боян Райнов (1921 – 2005)    | Боян Райнов (1921 – 2005) | Боян Райнов (1921 – 2005) | Боян Райнов (1921 – 2005)  | Боян Райнов (1921 – 2005)  |                            |                            |                            |                            |  |  |  |  |  |  |  |  |  |  |  |  |  |  |  |  |  |  |  |  |  |  |  |  |

## Произведения
- 1912 г. – „Богомилски легенди“, преиздадена 1918 г. (изд. „Ив. Каделя“), 1938 г. (изд. „Ст. Атанасов“), 1994 г. (изд. „Логос“, Варна)
- 1918 г. – „Видения из древна България“, кн.I от „Сказания за мир и бран“, изд. „Ст. Атанасов“
- 1918 г. – „Книга на царете“, кн. II от „Сказания за мир и бран“, изд. „Ст. Атанасов“
- 1918 г. – „Очите на Арабия. Сънни балади“, изд. „Ст. Атанасов“
- 1918 г. – „Слънчеви приказки“, изд. „Ст. Атанасов“
- 1918 г. – „Градът“ (поема)
- 1918 г. – „Богомилски легенди“ (2 издание)
- 1918 г. – „Книга на загадките“ (2, разширено издание)
- 1919 г. – Мистика и безверие (Лекция във Военния клуб в София, по покана на Теософското общество, юни 1919)
- 1919 г. – „Между пустинята и живота“, изд. „Ст. Атанасов“, преиздадена 1994 г. (изд. „Хемус“)
- 1920 г. – „Светилник на живота“ (сборник)
- 1920 г. – „Източно и западно изкуство“, изд. „Везни“, серия „Везни“, №3
- 1923 г. – „Имало едно време...“ (пиеса), издателство Христо Г. Данов
- 1924 г. – „Златното птиче“ (български приказки), изд. „Ст. Атанасов“
- 1924 г. – „Най-хубавите народни приказки“, изд. „Ст. Атанасов“, библиотека „Маяк“, год. III, №4 – 6, преиздадена 1929 г. със заглавие „Най-хубавите български приказки“
- 1924 г. – „Зараждане на изкуствата и печата“, изд. „Дом на изкуствата и печата“, Пловдив
- 1924 г. – „Графиката на Николай Павлович“
- 1925 г. – „Днес и утре“
- 1925 г. – „Сиромах Лазар“ (разкази), изд. „Ст. Атанасов“
- 1925 г. – „Юнак над юнаци“ (народни приказки), изд. „Ст. Атанасов“
- 1925 г. – „Орнамент и буква в славянските ръкописи на Народната библиотека в Пловдив“
- 1927 г. – „Вълшебният кон“ (арабска приказка, преразказ), изд. „Хемус“, библиотека „Детска радост“, преиздадена 1938 г.
- 1927 г. – „Хиляда и една нощ“ (избрани приказки), изд. „Хемус“, преиздадена 1942 г.
- 1927 г. – „Али Баба и разбойниците. Завистливият съсед“ (арабски приказки, преразказ), изд. „Хемус“, преиздадена 1939 г.
- 1928 г. – „Корабът на безсмъртните“ (сборник поеми), изд. „Ст. Атанасов“
- 1928 г. – „Вечните поеми. Песни за човека и земята“, изд. „Ст. Атанасов“
- 1928 г. – „Книга на загадките. Притчи и сказания“, библиотека за самообразование
- 1928 г. – „Човекът и образът му“
- 1928 г. – „Малък художествен речник (Живопис, архитектура, скулптура, графика)“, изд. „Отец Паисий“, Пловдив
- 1929 г. – „Една вечер у Перикла (Страници от художествено-културния живот на Древна Елада)“, изд. „Акация“ (София), четиво „Родна книга“, №2
- 1929 г. – „Великият цар Симеон Велики и неговото дело“, изд. „Акация“ (София), четиво „Родна книга“, №4
- 1930 г. – „Синдбад морякът“ (арабска приказка, преразказ), изд. „Хемус“, преиздадена 1943 г.
- 1930 г. – „Макбет“ (преразказ за юноши), изд. „Хемус“
- 1930 г. – „Венецианският търговец“ (преразказ за юноши), изд. „Хемус“
- 1930 г. – „Трендафилка“ (приказка от Ш.Перо), изд. „Хемус“
- 1931 – 1939 г. – „История на пластическите изкуства“ (12-тома, уникално и изключително ценно издание с прекрасни приложения, оказало огромно влияние в развитието на българската култура), изд. „Ст. Атанасов“, библиотека за самообразование
- 1931 – 1934 г. – „Приказки от цял свят“ (34 отделни книги), изд. „Ст. Атанасов“
- 1933 г. – „Самодивско царство (Сказания и притчи)“, изд. „Ст. Атанасов“, преиздадена 1939 г.
- 1933 г. – „Златни сърца“ (разкази за деца и юноши), изд. „Ст. Атанасов“
- 1934 г. – „Алмазите на Изток“ (приказки, преразказ), изд. „Ст. Атанасов“
- 1934 г. – „Торба приказки за русалки, самодиви, царе, царски синове“ (приказки, преразказ), изд. „Ст. Атанасов“
- 1938 г. – „Богомилски легенди. Страници из летописите на света“ („Пълно събрание на съчиненията“) в 3 тома, изд. „Ст. Атанасов“
- 1938 г. – „Книга за доброто и злото. Четива за лични и граждански добродетели“, изд. „Ст. Атанасов“
- 1939 г. – „Пълно събрание на съчиненията“, изд. „Ст. Атанасов“
- 1941 г. – „Вечното в нашата литература“ в 9 тома
- 1943 – 1945 г. – „История на изкуството“ в 2 тома
- 1947 г. – „Кръвожадни“ (роман)
- 1955 г. – „Николай Павлович“
- 1957 г. – „Избрани произведения“
- 1969 – 1971 г. – „Избрани произведения“ в 4 тома под редакцията и с предговор на Богомил Райнов